# ساپوپول
ساپوپول (به لاتین: Sępopol) یک شهر و گمینا در لهستان است که در گمینا سنپوپول واقع شده‌است. ساپوپول ۴٫۶۳ کیلومتر مربع مساحت و ۲٬۰۱۶ نفر جمعیت دارد.